# پیست ایزو
پیست ایزو (به ژاپنی: 伊豆ベロドローム) یک پیست دوچرخه‌سواری در توکیو، ژاپن است.
این پیست که در سال ۲۰۱۱ تاسیس شده و ۳۶۰۰ نفر ظرفیت دارد و میزبان مسابقات دوچرخه‌سواری پیست در بازی‌های المپیک تابستانی ۲۰۲۰ است.

## نگارخانه

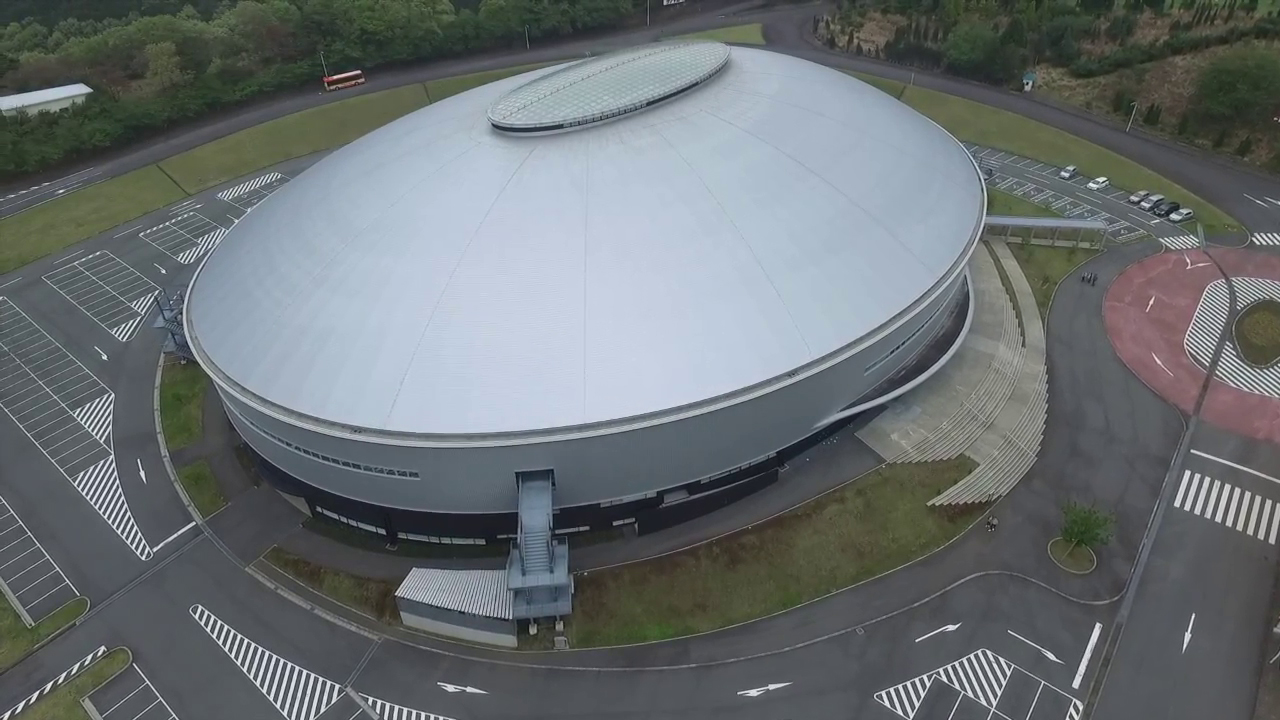
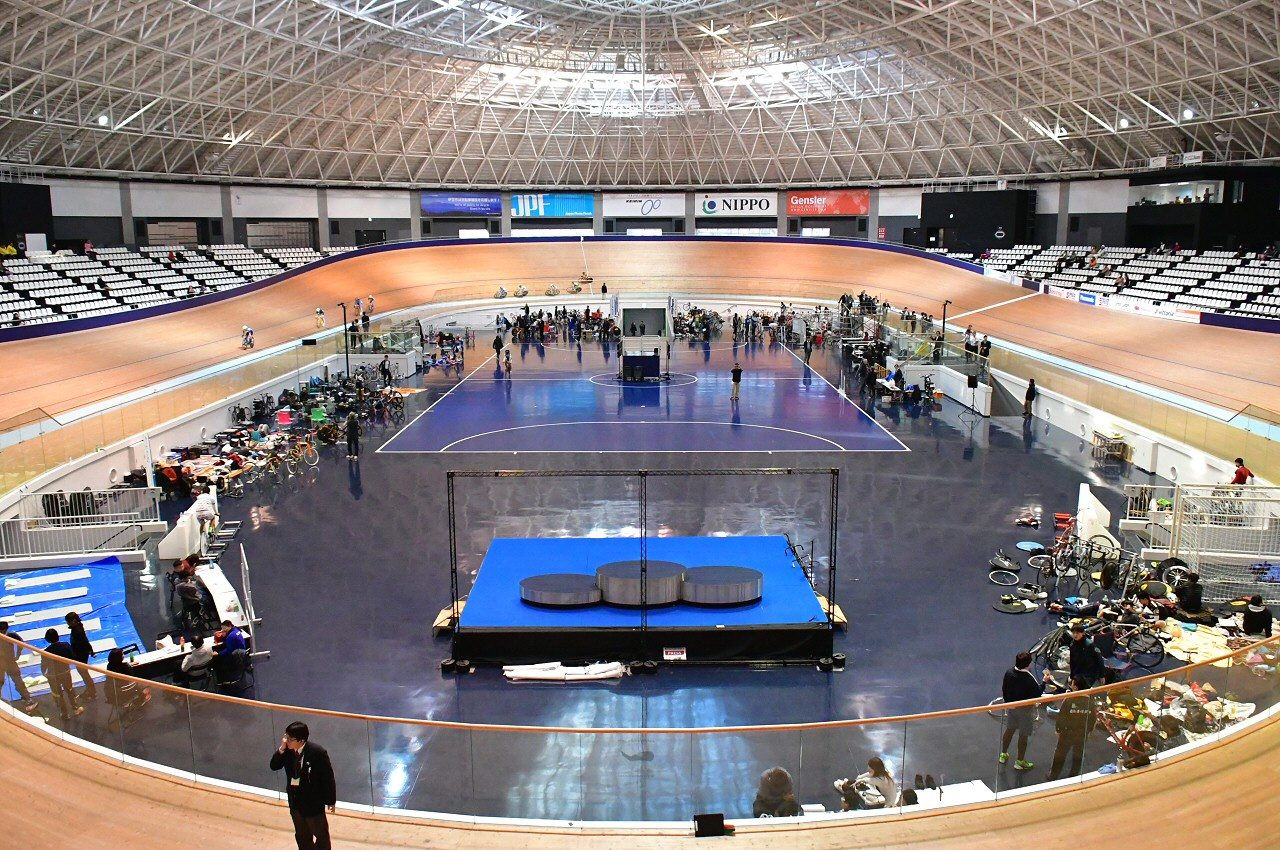
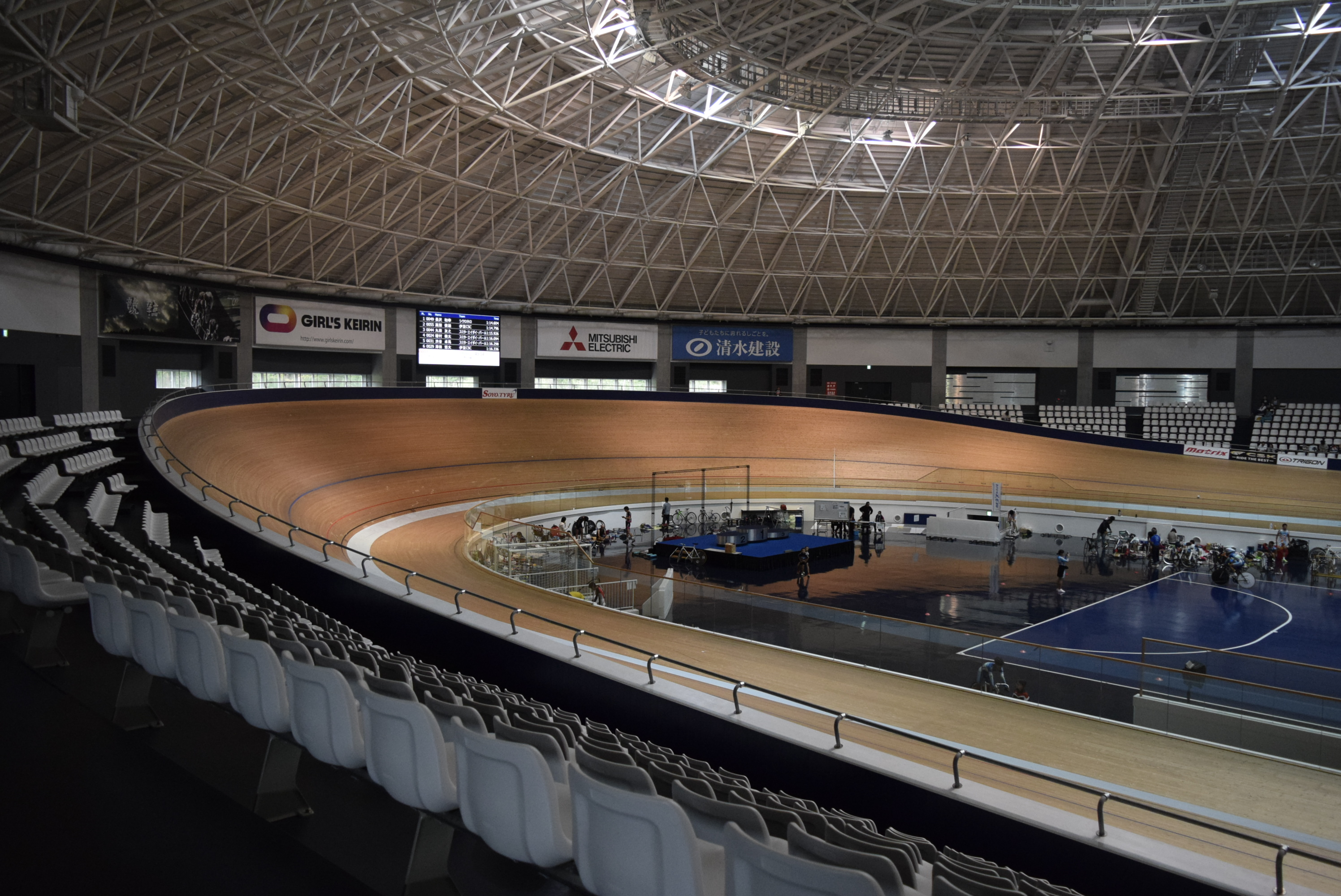
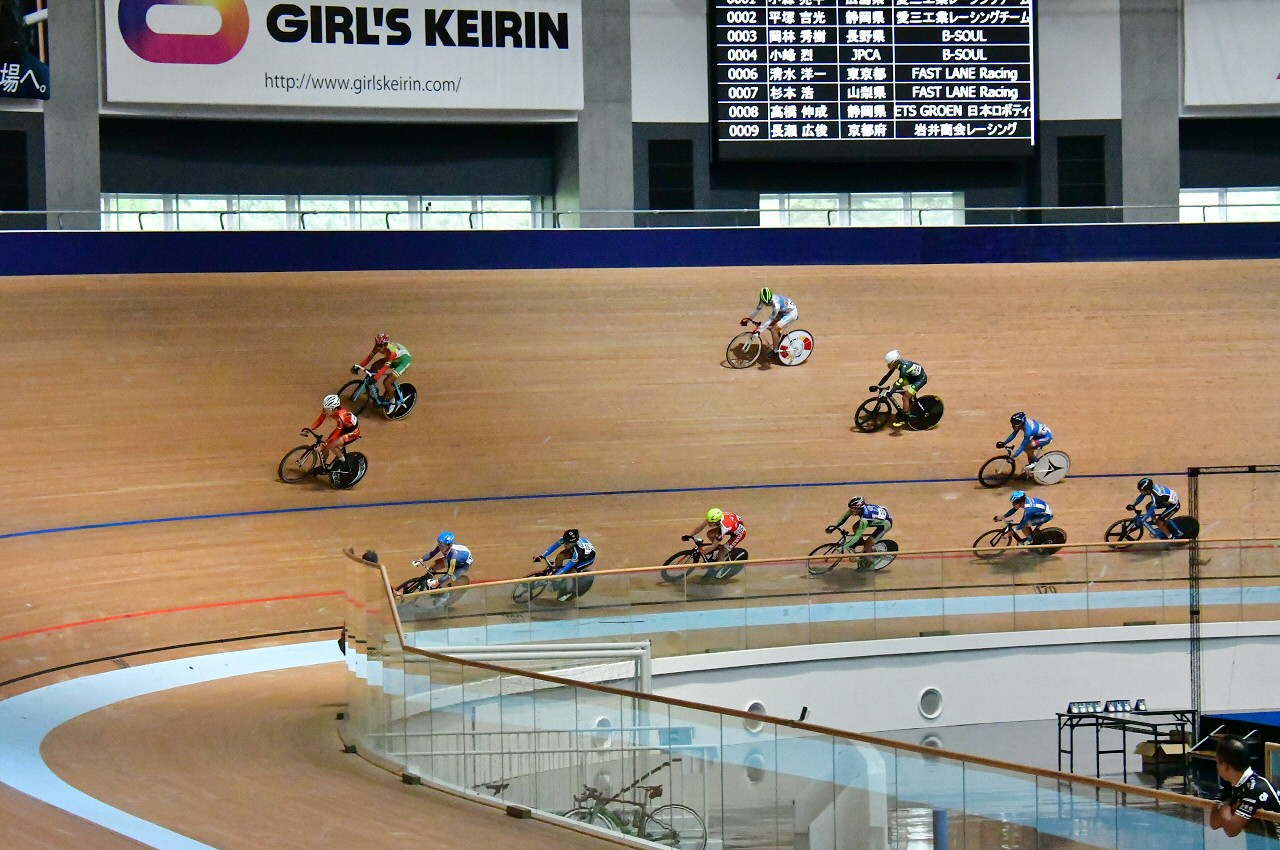